# Vy-lès-Filain
Vy-lès-Filain is een gemeente in het Franse departement Haute-Saône (regio Bourgogne-Franche-Comté) en telt 98 inwoners (2011). De plaats maakt deel uit van het arrondissement Vesoul.

## Geografie
De oppervlakte van Vy-lès-Filain bedraagt 5,4 km², de bevolkingsdichtheid is dus 18,1 inwoners per km².
De onderstaande kaart toont de ligging van Vy-lès-Filain met de belangrijkste infrastructuur en aangrenzende gemeenten.

## Demografie
Onderstaande figuur toont het verloop van het inwonertal (bron: INSEE-tellingen).